# Pierrefort
Pierrefort je naselje in občina v osrednjem francoskem departmaju Cantal regije Auvergne. Leta 1999 je naselje imelo 1.002 prebivalca.

## Geografija
Kraj leži v pokrajini Haute-Auvergne znotraj regijskega parka Parc naturel régional des Volcans d'Auvergne ob reki Vezou, 56 km vzhodno od Aurillaca.

## Uprava
Pierrefort je sedež istoimenskega kantona, v katerega so poleg njegove vključene še občine Brezons, Cézens, Gourdièges, Lacapelle-Barrès, Malbo, Narnhac, Oradour, Paulhenc, Sainte-Marie in Saint-Martin-sous-Vigouroux.
Kanton Pierrefort je sestavni del okrožja Saint-Flour.

## Osebnosti
- Jean Todt, nekdanji športni direktor moštva Formula 1 - Scuderia Ferrari, od oktobra 2009 predsednik mednarodne avtomobilske zveze FIA;

## Pobratena mesta
- Sainte-Marie-de-Ré (Charente-Maritime, Francija);